# Campanha de Perúsia
A Guerra de Perúsia foi uma campanha da guerra civil que afligiu a República Romana e que durou de 41 a 40 a.C. Foi travada entre Lúcio Antônio e Fúlvia, aliados de Marco Antônio, contra seu inimigo (e futuro imperador), Otaviano. 

## História
Fúlvia, que foi casada com Marco Antônio na época da guerra civil de Júlio César, apoiou fortemente seu marido como o único governante de Roma, em vez de partilhar o poder com o Segundo Triunvirato, especialmente com Otaviano. Ela e o irmão mais novo de Antônio, Lúcio, conseguiram alistar oito legiões na Itália e, aproveitando que Otaviano ainda estava no oriente voltando da guerra contra os liberatores, os dois tomaram Roma por um curto período de tempo, mas acabaram forçados a se retirarem para a cidade de Perúsia, no norte da península. Durante o inverno de 41-40 a.C., o exército de Otaviano realizou um cerco sob a cidade, finalmente o fazendo se render pela fome. As vidas de Fúlvia e Lúcio foram poupadas, mas Lúcio foi enviado para governar uma província romana na Hispânia enquanto Fúlvia foi exilada em Sicião, na Grécia. Os habitantes da cidade foram massacrados no saque subsequente.
Fúlvia morreu em 40 a.C., e, com sua morte, veio a paz entre Otaviano e Marco Antônio, firmada no Tratado de Brundísio, que confirmava a divisão do império entre os dois e reduzia a parte de Lépido, atribuindo-lhe apenas o governo de uma pequena província na África no Segundo Triunvirato. Para selar o acordo, Antônio casou-se com Otávia, irmã de Otaviano.
De curta duração, a Guerra Civil de Antônio reiniciou alguns anos mais tarde.